# Ixiolaena
Ixiolaena é um género botânico pertencente à família Asteraceae.